# Карен Мак-Квесчин
Карен Мак-Квесчин (англ. Karen McQuestion; нар. 16 січня 1961 року, Мілуокі, Вісконсин, США) — американська письменниця, авторка книжок для дорослих, дітей та підлітків. Більшість її книжок містять елементи гумору або фентезі. Її книжки розійшлися тиражем понад мільйон примірників, а права на їх переклад придбали в Німеччині, Туреччині, Південній Кореї та Польщі. Мак-Квесчин живе в Гартленді, штат Вісконсин.
Мак-Квесчин є прихильницею самостійного видання. Продавши 30 000 примірників своїх самостійно виданих книг, вона підписала контракт з першим видавництвом Amazon, AmazonEncore, на перевидання роману «A Scattered Life». Була першою авторкою, яка, самвидавом опублікувавши свій твір на платформі Kindle Direct Publishing від Amazon, змогла укласти угоду про екранізацію. Пізніше Мак-Квесчин визнала, що період дії опціону на угоду про фільм закінчився, і станом на 6 травня 2013 року на IMDB не було знайдено жодної інформації про екранізацію фільму «A Scattered Life».
Джефф Белль, віцепрезидент Amazon Publishing, заявив, що вони знайшли книжки Мак-Квесчин завдяки використанню Kindle та даних про продажі, а також завдяки позитивним відгукам читачів. Станом на лютий 2014 року, за повідомленнями, було продано понад 190 000 примірників «A Scattered Life».
Роман Мак-Квесчин «Довгий шлях додому» визнано одним із найуспішніших проєктів видавництва Amazon Publishing — станом на листопад 2013 року було продано понад 200 000 копій.

## Твори

### Книжки для дорослих
1. A Scattered Life
2. Easily Amused
3. The Long Way Home
4. Hello Love
5. Half a Heart (2018)
6. Good Man, Dalton (2019)
7. Missing Her More (2019 sequel to "Good Man, Dalton")
8. Dovetail (2020)
9. The Moonlight Child / Місяцеве дитя (2020)
10. 214 Palmer Street (2022)
11. A Limited Run (2022

### Книжки для підлітків
1. Favorite
2. Life on Hold
3. Edgewood (Book One in the Edgewood Series)
4. Wanderlust (Book Two in the Edgewood Series)
5. Absolution (Book Three in the Edgewood Series)
6. Revelation (Book Four in the Edgewood Series)
7. The Moonlight Child / Місяцеве дитя

### Книги для дітей
1. Celia and the Fairies
2. Secrets of the Magic Ring
3. Grimm House

## Переклади українською
- Мак-Квесчин, Карен (2023). Місяцеве дитя. Переклад: Березіна, Дар'я. Віват. с. 368. ISBN 9789669829542.

## Зовнішні посилання
- Офіційний сайт
- Карен Мак-Квесчин на сайті Internet Speculative Fiction Database (англ.)

- Karen McQuestion на сайті Бібліотеки Конгресу (записів у каталозі:  7)